# Tang Longbin
Tang Longbin född 29 juni 1931 i Zhongshan, Guangdong, är en kinesisk diplomat som var Folkrepubliken Kinas ambassadör i Sverige mellan 1988 och 1993.
Tang började sin yrkesverksamhet 1950 och gick med i Kinas kommunistiska parti 1956. Inom den kinesiska utrikestjänsten arbetade han länge med protokollet, han hade också posteringar på Kinas ambassader i Indien och Nepal. 1972 blev han vice enhetschef inom protokollavdelningen och i april 1984 hade han till slut avancerat till avdelningschef för protokollavdelningen, vilket han förblev till 1986.
Under sitt karriär inom protokollavdelningen fick Tang träffa viktiga statsmän. När Henry Kissinger gjorde ett hemligt besök i Kina 1971 deltog Tang i arbetet med att förbereda besöket och han träffade även Kissinger personligen.
1986 blev han assistent till utrikesministern och i juli 1988 blev Tang utnämnd till Kinas ambassadör i Sverige, vilket han förblev till samma månad 1993.
Mellan 1993 och 1998 innehöll Tang en rad viktiga ställningar inom Kinesiska folkets politiskt rådgivande konferens. I augusti 2003 gick han i pension.